# Diên Đồng
Diên Đồng là một xã cũ thuộc huyện Diên Khánh, tỉnh Khánh Hòa, Việt Nam.

## Địa lý
Xã Diên Đồng có diện tích 17,41 km², dân số năm 2022 là 4.166 người, mật độ dân số đạt 239 người/km².

## Lịch sử
Ngày 28 tháng 9 năm 2024, Ủy ban Thường vụ Quốc hội ban hành Nghị quyết số 1196/NQ-UBTVQH15 về việc sắp xếp đơn vị hành chính cấp xã của tỉnh Khánh Hòa giai đoạn 2023 – 2025 (nghị quyết có hiệu lực từ ngày 1 tháng 11 năm 2024). Theo đó, thành lập xã Xuân Đồng trên cơ sở toàn bộ 17,41 km² diện tích tự nhiên, quy mô dân số là 4.166 người của xã Diên Xuân và toàn bộ 26,22 km² diện tích tự nhiên, quy mô dân số là 6.300 người của xã Diên Đồng.